# 통쾌하다 스포츠
《통쾌하다 스포츠》는 대한민국 OBS경인TV에서 평일 오후 9시에 방송되었던 스포츠 전문 텔레비전 프로그램이다.

## 진행자
- 홍원기 아나운서 (2011년 3월 7일 ~ 2011년 10월 28일)
- 김준우 아나운서 (2011년 10월 31일 ~ 2013년 3월 8일)
- 김하나 아나운서 (2013년 1월 8일 ~ 2013년 3월 8일)
- 문소리 아나운서 (2013년 3월)

## 객원급 패널 및 리포터
- 이각경 (여) (現 KBS 아나운서)
- 문소리 (여) (배우)

## 같이 보기
- OBS 뉴스 M
- KBS 스포츠 9(KBS 1TV)
- 스포츠 타임(KBS 2TV)
- MBC 스포츠 뉴스(MBC)
- SBS 스포츠뉴스(SBS)